# Churn (album)
Churn est le premier album studio du groupe rock Shihad. Lancé en Nouvelle-Zélande par Wildside Records le 12 juillet 2003, et le 25 juin 1994 en Europe par Modern Music, cet album s’est classé au 9e rang de la charte du RIANZ.

## Pistes
| No | Titre          | Durée |
| -- | -------------- | ----- |
| 1. | Factory        |       |
| 2. | Screwtop       |       |
| 3. | Fracture       |       |
| 4. | Stations       |       |
| 5. | Clapper Loader |       |
| 6. | I Only Said    |       |
| 7. | Derail         |       |
| 8. | Bone Orchard   |       |
| 9. | The Happy Meal |       |

La version japonaise comprend également une chanson additionnelle intitulée Prayer.